# Friedrich Wilhelm Ohsen

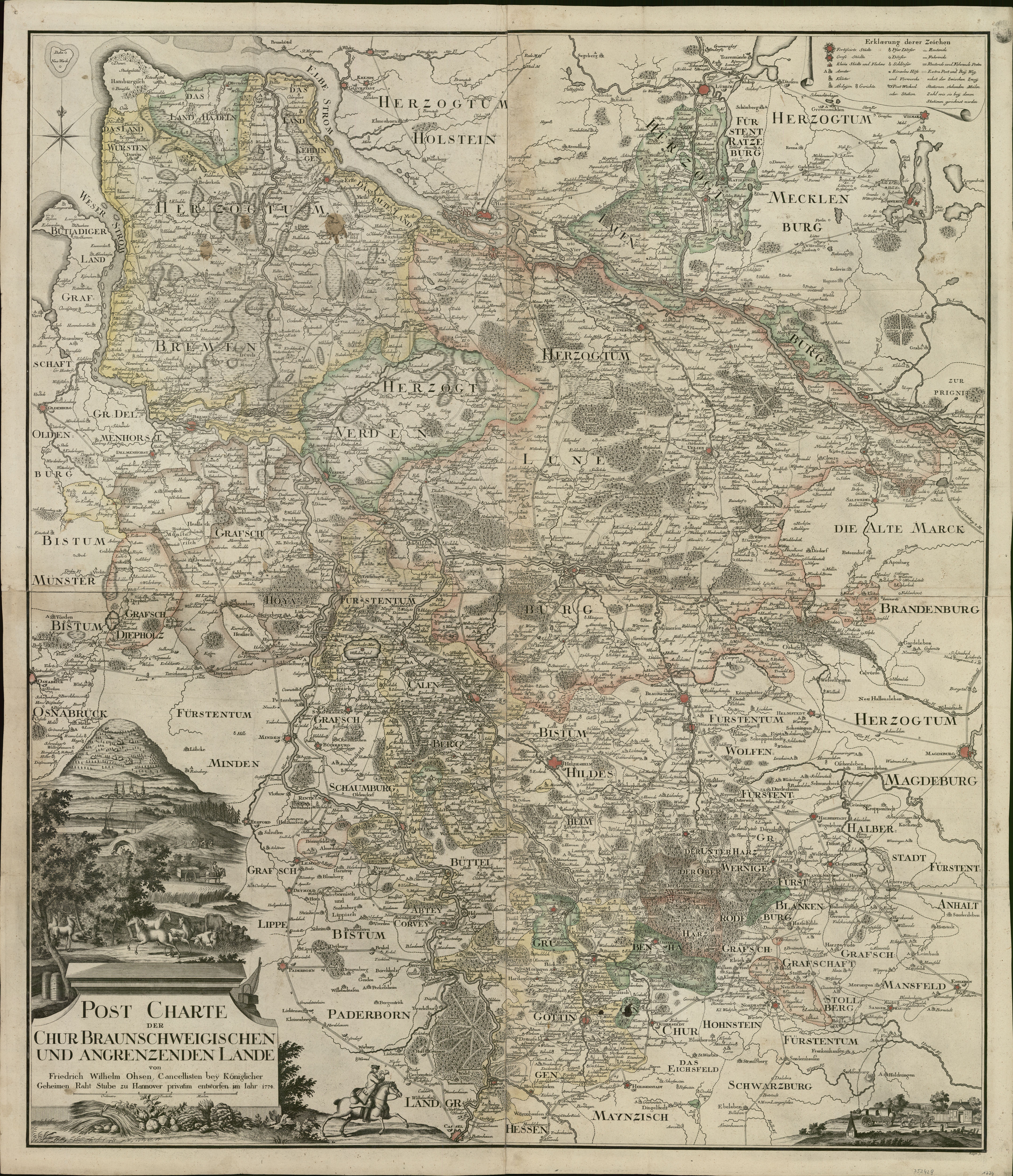
„Neü Vermehrte Post-Charte Der Chur Braunschweigischen Und Angrenzenden Lande“, aufgemessen und gezeichnet 1774 von Ohsen; teilkolorierter Kupferstich von Johann Lorenz Jakob Rausch;
Institut für Historische Landesforschung der Universität Göttingen

Friedrich Wilhelm Ohsen (geboren 1745; gestorben 1795) war ein deutscher Kanzleischreiber in Hannover sowie Kartograf.

## Leben
Der während der Personalunion zwischen Großbritannien und Hannover im Kurfürstentum Braunschweig-Lüneburg tätige Ohsen wirkte unter anderem als Kanzlist an der Königlichen Geheimen Ratsstube in Hannover.
Im Zeitraum von etwa 1774 bis 1805 schuf er Landkarten im , teils von mit Johann Lorenz Jakob Rausch im Kupferstich vervielfältigt, wie 
- 1774 die Postkarte der kurbraunschweigischen Lande;[1]
- 1777 die Post Charte der Chur-Braunschweigischen und Angrenzenden Lande, „von Friedr. Wilh. Ohsen, Canzellisten bey Königl. Geh. Raths Stube zu Hannover, privatim entworfen im J. 1774; vermehrt 1777. Blätter 4 , welche aneinander stoßen“[5]
- 1805 die Neü Vermehrte Post-Charte Der Chur Braunschweigischen Und Angrenzenden Lande, mit der Angabe „Ordinaire Teutsche Meilen“ erschienen in Hannover als eine über 4 Blatt gedruckte Karte im Gesamtformat 107 × 92 cm[4]

Ohsens Karten wurden sowohl von der Regierung in Hannover als auch von König Georg III. in London genutzt.

## Werke
- Post Charte Der Chur Braunschweigischen Und Angrenzenden Lande / von Friedrich Wilhelm Ohsen, Cancellisten bey Königlicher Geheimen Raht Stube zu Hannover privatim Hannover, 1774 (Digitalisat)